# 李鎮區 (密歇根州密德蘭縣)
李鎮區（英語：Lee Township）是位於美國密歇根州密德蘭縣的一個行政鎮區。

## 地方資料
李鎮區的面積為93.10平方千米，當中陸地面積為92.30平方千米，而水域面積為0.80平方千米。根據2020年美國人口普查的數據，當地共有人口3985人，而人口密度為每平方千米42.8人。